# Annelies Törös
Annelies Törös (Antwerpen, 6 maart 1995) is een Belgisch fotomodel, mannequin, ondernemer en yogadocent. Ze werd verkozen tot Miss België 2015.  Eerder werd ze ook al Miss Antwerpen 2015.

## Biografie
Törös' vader is Hongaars en haar moeder Belgisch. Ze heeft een dubbele nationaliteit. Tijdens haar kinderjaren was ballet een van haar grootste passies: ze begon op vierjarige leeftijd met klassiek ballet. Op haar vijftiende zette Törös haar eerste stappen in de modewereld.
In 2014 werd ze in het Hilton-hotel tot Miss Antwerpen 2015 gekroond, nadat ze eerder slechts op de valreep deelnam aan de preselecties. Met haar titel volgde ze Sarah Van Elst op. Hierna nam ze deel aan de nationale preselecties voor Miss België 2015 en behoorde ze uiteindelijk tot de laatste dertig finalistes.
Begin 2021 behaalde Törös haar diploma communicatiemanagement-public relations aan de Thomas More hogeschool in Mechelen.

### Miss België 2015
Op 10 januari 2015 werd Törös tijdens een rechtstreekse uitzending op AB3 en MENT TV vanuit het Proximus Theater in De Panne gekroond tot Miss Universe-Belgium en Miss België 2015. Hiermee trad ze in de voetsporen van Anissa Blondin om de Belgische kleuren te vertegenwoordigen op de Miss Universe-verkiezingen en volgde ze ook Miss België 2014 Laurence Langen op. Ze was de eerste Miss België uit Antwerpen, sinds Ellen Petri in 2004.
In februari 2015 stond ze op de cover van P-Magazine en was Törös te gast in het VIER-programma De Ideale Wereld. Ze is tevens sinds februari 2015 het gezicht van het horlogemerk Pontiac. In dezelfde maand maakte Törös haar acteerdebuut in de muziekvideo "Back Home" van het dj-duo Alvar en Millas, uitgebracht onder het Amerikaanse platenlabel Universal Music Group.
In maart 2015 poseerde Törös met acteur Guillaume Devos voor de publicatie van een Belgisch cosmeticamerk. Op 27 maart 2015 werd bekendgemaakt dat Törös het geheime model was in de controversiële “billenaffiche” van de wielerwedstrijd E3 Harelbeke 2015. De campagne haalde het wereldnieuws op CNN en moest uiteindelijk onder druk van de Internationale Wielerunie UCI  verwijderd worden.
In april 2015 werkte Törös samen met 60 andere bekende Vlamingen mee aan het fotoboek heArt van fotograaf Pieter Clicteur. Törös poseerde voor dit boek onder water met een replica van een mensenhart, met als doelstelling om orgaandonatie te promoten. De opbrengst van dit fotowerk ging volledig naar het vzw 'Franklin Sleuyter Foundation', die zich hiervoor inzet.
In augustus 2015 stond Törös in Portugal model voor een bekend lingeriemerk en in Tunesië voor een bikinicollectie.
Hiermee stond ze in september 2015 op de cover van het Franstalige weekblad Ciné Télé Revue.
Op 8 oktober 2015 werd het fotoboek The Exquisite Venues of London van fotograaf Henk van Cauwenbergh aan de pers voorgesteld waarin Törös als een rode draad doorheen het werk loopt. In het voorjaar van 2015 poseerde ze hiervoor met zanger Elton John, voetballer Eden Hazard en  voetbaltrainer Arsène Wenger op exclusieve locaties in Londen. Törös kwam in het nieuws met een foto uit het boek waarop te zien is hoe ze in lingerie poseerde voor Buckingham Palace en hierdoor werd achternagezeten door Engelse politieagenten terwijl ze naar een taxi liep.
Tijdens haar regeerperiode zette Törös zich ook persoonlijk in voor het goede doel. Op 7 november 2015 schonk ze met haar eerste eredame Leylah Alliët een veranda ter waarde van drieëndertigduizend euro aan Villa Rozerood, een respijthuis voor ernstig zieke kinderen in De Panne.
Op 9 januari 2016 gaf Törös haar kroontje door aan haar opvolgster Lenty Frans. Volgens organisatrice Darlene Devos mocht Törös haar ambtsperiode afsluiten als een van de beste Missen van de jongste tien jaar. De organisatie wist dankzij Törös vele nieuwe sponsors aan te trekken en ging ze tevens in zee met de Amerikaanse televisiezender FOX, die na de Miss Universe verkiezing van 2015 ook de Miss België verkiezing 2016 rechtstreeks heeft uitgezonden.

### Miss Universe Belgium 2015
Op 20 december 2015 nam Törös deel aan de 64ste Miss Universe-verkiezing in de Verenigde Staten. Het evenement ging door in het Planet Hollywood Resort & Casino in Las Vegas Nevada waar tachtig kandidates uit evenveel landen aan de wedstrijd deelnamen. Törös behaalde de elfde plaats en kwam hierdoor in de top vijftienlijst 2015 van de mooiste Missen ter wereld. Ze was slechts de tiende Belgische die deze top behaalde sinds de oprichting van de Miss België-organisatie in 1929.

### Model
Voordat Törös Miss België werd, was ze reeds een veelgevraagd fotomodel. Na een druk Miss-jaar hervatte Törös haar modellenwerk en studies communicatiemanagement.
Ze werkte als model in België, Frankrijk, Nederland, Engeland, Griekenland, Portugal, Tunesië, Egypte en de Verenigde Staten. Ze stond op de omslag van diverse tijdschriften en was ook te zien in enkele reclamespots en videoclips. Ook na haar jaar als Miss België bleef Törös modelopdrachten uitvoeren voor het Miss België Comité en ze werd ook als jurylid gevraagd bij diverse schoonheidswedstrijden. Sinds het voorjaar van 2016 staat Törös onder contract bij het internationaal befaamde modellenbureau Models Office in Brussel, en werkt regelmatig als fotomodel in Miami en Los Angeles. In juli 2018 stond Törös model voor een Australisch bikini- en badpakkenmerk waarvan de volledige collectie, ontworpen door een Belgisch ontwerpbureau, werd geïnspireerd op het bekende Bondi Beach in Sydney, Australië.

### Ondernemer
In maart 2019 lanceerde Törös op haar 24ste verjaardag een eigen kledingmerk "Peach Perfect", die ze voornamelijk door 
influencer-marketing op sociale media aanprijst en op een eigen webwinkel verkoopt.

### Yogadocent
In april 2024 reisde Törös naar Indië om te studeren  in de Abhayaranya Yoga Ashram in Rishikesh aan de voet van de Himalaya.
Na haar studies van asana, pranayama, filosofie, mantra, anatomie en meditatie behaalde ze haar diploma yogadocent en geeft ze naast haar andere activiteiten hathayoga in Antwerpen.

## Trivia
- Begin 2016 nam Törös een Rode Duivels supporterslied op voor het EK voetbal 2016 met zanger Lou Deprijck, bekend van de muziekgroep Two Man Sound.[29] Het duet "Come on Belgium" met haar surrealistische videoclip werd op 15 maart 2016 via diverse media gelanceerd.[30]